# Eutelsat W2
O Eutelsat W2 foi um satélite de comunicação geoestacionário europeu construído pela Thales Alenia Space. Ele esteve localizado na posição orbital de 16 graus de longitude leste e era operado pela Eutelsat, empresa com sede em Paris. O satélite foi baseado na plataforma Spacebus-3000B2 e sua vida útil estimada era de 12 anos. O mesmo saiu de serviço após sofrer uma falha em órbita em janeiro de 2010 e foi enviado para uma órbita cemitério em março de 2010.

## História
O satélite Eutelsat W2 foi projetado para fornecer serviços de telecomunicações, principalmente a Europa. O mesmo era projetado para oferecer 24 transponders e um tempo de vida operacional no mínima de 12 anos. O Eutelsat W2 foi baseado na  plataforma Spacebus-3000B2.
O Eutelsat W2 deixou de transmitir sinais em janeiro de 2010 e foi transferido para uma órbita cemitério em março de 2010.

## Lançamento
O satélite foi lançado com sucesso ao espaço no dia 5 de outubro de 1998, às 22:51 UTC, por meio de um veículo Ariane 44L a partir do Centro Espacial de Kourou, na Guiana Francesa, juntamente com o satélite Sirius 3. Ele tinha uma massa de lançamento de 2.965 kg.

## Capacidade e cobertura
O Eutelsat W2 era equipado com 24 transponders em banda Ku que cobreiam A Europa, Norte da África e Oriente Médio.